# Anatolij Arkadijevič Blagonravov
Anatolij Arkadijevič Blagonravov, sovjetski general in akademik, * 1. junij 1894, † 4. februar 1975.

## Življenjepis
Generalporočnik Blagonravov je bil znanstveni delavec, ki je deloval na področju mehanike. Bil je član komisije za raziskovanje vesolja Sovjetske akademije znanosti.